# Carrer de Sant Llogari (Castellterçol)
El Carrer de Sant Llogari és una via pública de Castellterçol (Moianès) inclosa a l'Inventari del Patrimoni Arquitectònic de Catalunya.

## Descripció
Aquest carrer va de la plaça de Tresserres fins a la carretera de Granera. A costat i costat s'hi arrengleren cases que encara conserven llur estructura original de planta baixa, pis i golfes. La majoria d'elles són amb grans llindes de pedra, i moltes han estat en els últims temps restaurades.
Conjunt de cases entre parets mitgeres. La majoria consten de planta baixa i pis, conservant l'estructura original. Amb façana en línia al carrer de Sant Llogari, la coberta de cadascuna és a dues vessants. Les llindes de portes i finestres estan elaborades amb carreus de pedra.
Can Vilanova (núm. 12)
Casa entre parets mitgeres i coberta a dues vessants. Consta de planta baixa i pis. Té tres obertures, la porta, una finestra i un balcó; totes elles són quadrades i estan fetes amb grans carreus de pedra. Al dintell de la porta hi ha una inscripció: "1753. Francesch Vilanova" i a sota es dibuixa una llançadora.
La llançadora que hi ha sota la inscripció de la llinda de la porta indica que originàriament la casa fou habitada per un paraire. Als segles XVII i XVIII, amb el floriment del gremi dels paraires i del negoci de la neu, la població experimentà una notable creixença.
Casa al núm. 13
Casa entre parets mitgeres amb coberta a dues vessants. Consta de planta baixa i dos pisos. Originàriament el segon pis estava destinat a golfes. Les obertures de la planta baixa i primer pis són quadrades i estan emmarcades per grans carreus de pedra.
Casa al núm. 28
Casa entre parets mitgeres, amb façana alineada al carrer de Sant Llogari. Consta de planta baixa, pis i golfes. La coberta és a dues vessants. El portal d'entrada és d'arc de mig punt adovellat i les altres obertures són quadrades i allindades amb carreus de pedra.
A la dovella central de la porta d'entrada hi ha un relleu de pedra emmarcat en figura geomètrica trapezoïdal. A la part inferior hi ha la data 1674. a la part superior hi ha una custòdia flanquejada a ambdós costats per una rosa amb branques i fulles. La peça està treballada en relleu sobre el mateix pla de la pedra, és de molt fina factura i es conserva en perfecte estat. Va ser instal·lat com a record pel fet d'haver-se resguardat en aquest edifici la custòdia durant la processó del Corpus de 1674 per la tempestat que es desencadenà durant la mateixa.
Casa al núm. 65
En aquesta casa, situada en nucli antic de Castellterçol, es troba una finestra de tradició gòtica d'arc de mig punt emmarcada dintre d'un rectangle amb un guardapols a la part superior. Està tot decorat amb traceria de pedra. Encara que aquesta finestra la trobem en un conjunt d'edificacions on hi ha nombrosos elements elaborats recentment, intentant reproduir elements d'altres èpoques, no hi ha dubte sobre l'autenticitat de la mateixa.
Can Carreras (núm. 77)
Casa situada al nucli antic de Castellterçol. En la llinda de pedra de la porta d'entrada de la casa es pot llegir: "Joan Carreras. Any 1707".

## Història
La població va créixer molt els segles XVII i XVIII i les cases es feren preferentment al vessant nord del turó que ocupa el poble i s'allarga vers ponent pel carrer de Sant Llogarí fins a tocar la gran serra.